# Phalangopsis gaudichaudi
Phalangopsis gaudichaudi är en insektsart som beskrevs av Henri Saussure 1874. Phalangopsis gaudichaudi ingår i släktet Phalangopsis och familjen syrsor. Inga underarter finns listade i Catalogue of Life.